# Begonia polilloensis
Espèce
Begonia polilloensis est une espèce de plantes de la famille des Begoniaceae.
L'espèce fait partie de la section Petermannia.
Elle a été décrite en 2004 par Mark C. Tebbitt (2000).

## Répartition géographique
Cette espèce est originaire du pays suivant : Philippines.